# گائل هیروکس
گائل هیروکس (انگلیسی: Gaël Hiroux؛ زادهٔ ۳ اوت ۱۹۸۰) بازیکن فوتبال اهل فرانسه است.
از باشگاه‌هایی که در آن بازی کرده‌است می‌توان به باشگاه فوتبال ستاره سرخ و باشگاه فوتبال پاری سن ژرمن اشاره کرد.
وی همچنین در تیم‌های ملی فوتبال France national under-15 football team، زیر ۱۷ سال فرانسه، و زیر ۲۱ سال فرانسه بازی کرده‌است.